# Panevėžys (districtsgemeente)
Panevėžys is een van de 60 Litouwse gemeenten, in het district Panevėžys.
De hoofdplaats is de gelijknamige stad Panevėžys, die echter geen deel uitmaakt van het district. De gemeente telt ongeveer 43.200 inwoners op een oppervlakte van 2179 km².

## Plaatsen in de gemeente
Plaatsen met inwonertal (2001):
- Dembava – 2397
- Krekenava – 2003
- Ramygala – 1733
- Velžys – 1417
- Piniava – 1158
- Pažagieniai – 962
- Jotainiai – 885
- Naujamiestis – 832
- Liūdynė – 762
- Vaivadai – 752